# Christinas värld
Christinas värld (engelska: Christina's world) är en målning från 1948 av den amerikanske konstnären Andrew Wyeth. Den föreställer en kvinna som släpar sig över ett fält. I bakgrunden syns två byggnader.
Målningen är utförd i tempera. Kvinnan är Christina Olson (1893–1968), en granne till Wyeths sommarhem i Cushing, Maine. Olson led av en förlamning men vägrade av stolthet att använda rullstol. Wyeth såg den vid tiden 55-åriga kvinnan dra sig fram för egen hand i gräset och bestämde sig för att avbilda detta.
Någon säker diagnos kunde aldrig ställas på Olsons degenerativa muskulära sjukdom, men resttillstånd efter polio har föreslagits. I samband med en neurologkonferens 2016 föreslogs diagnosen Charcot-Marie-Tooths sjukdom (CMT) efter analys av Wyets många teckningar och målningar av henne. Hennes svenska påbrå skulle eventuellt kunna tala för Welanders distala myopati.
Målningen fick inledningsvis begränsad uppmärksamhet och köptes av Museum of Modern Art för 1 800 dollar. Dess popularitet ökade gradvis och med tiden blev den ett av den amerikanska konstens mest ikoniska verk.